# Italia en los Juegos Olímpicos de Calgary 1988
Italia estuvo representada en los Juegos Olímpicos de Calgary 1988 por un total de 58 deportistas que compitieron en 8 deportes.  
El portador de la bandera en la ceremonia de apertura fue el esquiador de fondo Maurilio De Zolt.

## Medallistas
El equipo olímpico italiano obtuvo las siguientes medallas:
| Nombre                                                        | Deporte        | Competición       |
| ------------------------------------------------------------- | -------------- | ----------------- |
| Oro                                                           |                |                   |
| Alberto Tomba                                                 | Esquí alpino   | Eslalon M         |
| Alberto Tomba                                                 | Esquí alpino   | Eslalon gigante M |
| Plata                                                         |                |                   |
| Maurilio De Zolt                                              | Esquí de fondo | 50 km M           |
| Bronce                                                        |                |                   |
| Johann Passler                                                | Biatlón        | 20 km M           |
| Werner Kiem Gottlieb Taschler Johann Passler Andreas Zingerle | Biatlón        | 4 × 7,5 km M      |